# 海谷厚志
海谷 厚志（かいや あつし、1966年〈昭和41年〉7月26日 - ）は、日本の運輸・国土交通官僚。

## 来歴
山形県長井市生まれ。その後、小学校まで寒河江市で暮らし、父の転勤で仙台市に転居。宮城県仙台第二高等学校を経て、1989年（平成元年）3月、東京大学法学部を卒業。同年4月、運輸省に入省し、運輸省大臣官房国有鉄道改革推進部監理課に配属。その後、運輸省中部運輸局企画部地域交通企画課長、運輸省大臣官房会計課専門官、自動車交通局企画課補佐官、同旅客課補佐官、国土交通省総合政策局政策課長補佐、同交通計画課企画調整官、海事局船員政策課船員確保対策企画官、国土交通省大臣官房総務課企画官などを歴任し、2008年（平成20年）7月15日に内閣法制局参事官（第二部）に就任。在任中、海賊対処法、特定タンカー保険法の成立、海上運送法、海洋汚染防止法、船員法の改正などに尽力した。とりわけ、海賊対処法は日本国憲法第9条との兼ね合いから成立までに時間がかかったうえに参議院で否決され、衆議院で再可決して成立するなど、成立まで難航したと述懐している。
その後、航空局航空戦略課長、国土交通省総合政策局公共交通政策部交通計画課長、国土交通省大臣官房参事官（会計）、同会計課長、同審議官（海事局・港湾局・総合政策局）、同公文書監理官、航空局次長、運輸総合研究所主席研究員兼事務局長などを歴任。
2023年（令和5年）7月4日、国土交通省海事局長に就任。
2024年（令和6年）7月1日、辞職。

## 年譜
- 1989年（平成元年）
  - 3月 - 東京大学法学部卒業[3]
  - 4月 - 運輸省入省[3]
  - 4月 - 運輸省大臣官房国有鉄道改革推進部監理課[3]
- 1991年（平成3年）
  - 7月 - 運輸省鉄道局総務課[3]
  - 11月 - 運輸省航空局監理部航空事業課[3]
- 1993年（平成5年）4月 - 運輸省大臣官房文書課[3]
- 1995年（平成7年）4月 - 運輸省中部運輸局企画部地域交通企画課長[3]
- 1997年（平成9年）2月 - 運輸省大臣官房会計課専門官[3]
- 1998年（平成10年）7月 - 運輸省自動車交通局企画課補佐官[3]
- 2000年（平成12年）7月 - 運輸省自動車交通局旅客課補佐官[3]
- 2002年（平成14年）9月 - 国土交通省総合政策局政策課長補佐[3]
- 2004年（平成16年）4月 - 国土交通省総合政策局交通計画課企画調整官[3]
- 2005年（平成17年）7月 - 国土交通省海事局船員政策課船員確保対策企画官[3]
- 2006年（平成18年）7月 - 国土交通省大臣官房総務課企画官（海事局）[3]
- 2007年（平成19年）9月 - 国土交通省大臣官房総務課企画官[3]
- 2008年（平成20年）7月 - 内閣法制局参事官（第二部）[3]
- 2012年（平成24年）10月 - 国土交通省航空局航空戦略課長[3]
- 2014年（平成26年）7月 - 国土交通省総合政策局公共交通政策部交通計画課長[3]
- 2016年（平成28年）6月 - 国土交通省大臣官房参事官（会計）[3]
- 2017年（平成29年）7月11日 - 国土交通省大臣官房会計課長[3][10]
- 2018年（平成30年）7月31日 - 国土交通省大臣官房審議官（海事局・港湾局・総合政策局）[3][11]
- 2019年（令和元年）7月09日 - 国土交通省大臣官房公文書監理官[3][12]
- 2020年（令和2年）7月21日 - 国土交通省航空局次長[3][13]
- 2022年（令和4年）7月01日 - 運輸総合研究所主席研究員兼事務局長[3][14]
- 2023年（令和5年）7月04日 - 国土交通省海事局長[4][5]
- 2024年（令和6年）07月01日 - 辞職[6][7]